# Sphegina melancholica
Sphegina melancholica är en tvåvingeart som beskrevs av Stackelberg 1956. Sphegina melancholica ingår i släktet midjeblomflugor, och familjen blomflugor. Inga underarter finns listade i Catalogue of Life.